# Michael Keyes
Michael John Keyes (21 mars 1886 – 8 septembre 1959) est un homme politique et syndicaliste du Parti travailliste irlandais.

## Biographie
Il est né le 21 mars 1886 au 41 Blackboy Pike, ville de Limerick, deuxième fils de Michael Keyes, gardien, et de son épouse Hannah White. Après avoir été éduqué par les Frères Chrétiens à Sexton Street, Limerick, il commence à travailler comme commis sur la ligne ferroviaire Waterford-Limerick et fait ensuite un apprentissage de menuiserie dans l'atelier du Great Southern and Western Railway où il reste jusqu'en 1927.
Il rejoint le Syndicat national des cheminots et devient président de la branche de Limerick (1915-1926). En 1918, il participe activement à la campagne anti-conscription et l'année suivante est nommé délégué au Congrès des syndicats irlandais à Drogheda. Il est président du Congrès des syndicats irlandais en 1943 et, en février 1945, le représente à la Fédération mondiale des syndicats à Londres.
Il est élu pour la première fois au Dáil Éireann lors de sa deuxième tentative en 1927 en tant que Teachta Dála (TD) travailliste pour la circonscription de Limerick. Il perd son siège lors de la deuxième élection en 1927 et ne parvient pas à être élu aux élections générales de 1932. Cependant, il revient au Dáil aux élections générales de 1933.
Pendant la guerre civile espagnole, il se range du côté du Front chrétien irlandais qui soutient les nationalistes de Franco contre les républicains.
En 1949, il rejoint le cabinet de John A. Costello en remplacement de Timothy J. Murphy (en) récemment décédé et est ministre du Gouvernement local de 1949 à 1951. Au cours de la controverse sur le programme mère-enfant, il exhorte le gouvernement à accepter la réprimande de l'Église catholique irlandaise à l'encontre du projet.
Il est de nouveau au gouvernement entre 1954 et 1957, en tant que ministre des Postes et Télégraphes. Keyes se présente à sa dernière élection en 1954 et prend ensuite sa retraite du Dáil. Il est également maire de Limerick de 1928 à 1930, tout comme son fils Christopher P. Keyes de 1957 à 1958 et son petit-neveu, Joe Leddin en 2007,.